# Moschea di Lubiana
La moschea di Lubiana (in sloveno džamija v Ljubljani) è l'unico luogo di culto islamico della Slovenia. Inaugurata nel febbraio 2020, la moschea si trova nel distretto di Bežigrad.

## Storia
Sin dagli anni cinquanta del XX secolo Lubiana ospita una nutrita comunità di religione islamica proveniente da Bosnia, Macedonia del Nord e Kosovo, giunta in città dalle aree più depresse della Jugoslavia alla ricerca di condizioni di vita migliori. Ad oggi la comunità musulmana, che comprende 80 000 fedeli ovvero il 2,5% della popolazione slovena, rappresenta il secondo gruppo religioso dello Stato dopo il culto cattolico.
La prima richiesta di costruzione di una moschea risale ancora al periodo jugoslavo, nel 1969; tuttavia, il progetto si arenò a causa della burocrazia. Una seconda richiesta datata al 1990, alla vigilia delle guerre jugoslave, provocò accese proteste da parte di gruppi di nazionalisti sloveni. Allo stesso modo, le richieste di costruzione di un edificio di culto negli anni duemila hanno provocato forti polemiche e forti opposizioni anche dalla Chiesa cattolica locale, la quale sosteneva che il culto islamico fosse estraneo alla cultura della Slovenia.
I lavori cominciarono solamente nel 2013, con la posa della prima pietra. Dopo due interruzioni dei lavori nel 2015 e nel  2017, la moschea è stata finalmente inaugurata nel febbraio 2020. Il complesso, che comprende anche un minareto alto 40 metri e centro culturale islamico, è stato realizzato in gran parte con finanziamenti giunti dal Qatar. All'inaugurazione, la Slovenia è diventato l'ultimo Stato dei Balcani ad aprire un luogo di culto islamico.
La moschea di Lubiana è il secondo luogo di culto islamico costruito sul suolo sloveno; il primo è stata la moschea di Bretto (džamija v Logu pod Mangartom), costruita nel 1916.